# Liste der Bodendenkmale in Bendorf (Holstein)
In der Liste der Bodendenkmale in Bendorf (Holstein) sind die Bodendenkmale der Gemeinde Bendorf (Holstein) nach dem Stand der Bodendenkmalliste des Archäologischen Landesamts Schleswig-Holstein von 2016 aufgelistet.
| Denkmal-ID           | Befundart               | Bezeichnung                                | Zeitstellung                 | Lage | Bemerkungen | Bild |
| -------------------- | ----------------------- | ------------------------------------------ | ---------------------------- | ---- | ----------- | ---- |
| aKD-ALSH-Nr. 002 984 | Grabmal > Großsteingrab | Steinkammer                                | Neolithikum                  |      |             |      |
| aKD-ALSH-Nr. 002 985 | Grabmal > Grabhügel     | Grabhügel                                  | Vor- und/oder Frühgeschichte |      |             |      |
| aKD-ALSH-Nr. 002 986 | Grabmal > Grabhügel     | Grabhügel                                  | Vor- und/oder Frühgeschichte |      |             |      |
| aKD-ALSH-Nr. 002 987 | Grabmal > Langbett      | Langbett/Steinreihe                        | Neolithikum                  |      |             |      |
| aKD-ALSH-Nr. 002 988 | Grabmal > Großsteingrab | Steinkammer                                | Neolithikum                  |      |             |      |
| aKD-ALSH-Nr. 002 989 | Grabmal > Grabhügel     | Grabhügel                                  | Vor- und/oder Frühgeschichte |      |             |      |
| aKD-ALSH-Nr. 002 990 | Grabmal > Grabhügel     | Grabhügel                                  | Vor- und/oder Frühgeschichte |      |             |      |
| aKD-ALSH-Nr. 002 991 | Grabmal > Grabhügel     | Grabhügel                                  | Vor- und/oder Frühgeschichte |      |             |      |
| aKD-ALSH-Nr. 002 992 | Grabmal > Grabhügel     | Grabhügel                                  | Vor- und/oder Frühgeschichte |      |             |      |
| aKD-ALSH-Nr. 002 993 | Grabmal > Grabhügel     | Grabhügel                                  | Vor- und/oder Frühgeschichte |      |             |      |
| aKD-ALSH-Nr. 002 994 | Grabmal > Grabhügel     | Grabhügel                                  | Vor- und/oder Frühgeschichte |      |             |      |
| aKD-ALSH-Nr. 002 995 | Grabmal > Grabhügel     | Grabhügel                                  | Vor- und/oder Frühgeschichte |      |             |      |
| aKD-ALSH-Nr. 002 996 | Grabmal > Grabhügel     | Grabhügel                                  | Vor- und/oder Frühgeschichte |      |             |      |
| aKD-ALSH-Nr. 002 997 | Grabmal > Grabhügel     | Grabhügel                                  | Vor- und/oder Frühgeschichte |      |             |      |
| aKD-ALSH-Nr. 002 998 | Grabmal > Langbett      | Langbett/Steinreihe                        | Neolithikum                  |      |             |      |
| aKD-ALSH-Nr. 002 999 | Grabmal > Grabhügel     | Grabhügel                                  | Vor- und/oder Frühgeschichte |      |             |      |
| aKD-ALSH-Nr. 003 000 | Grabmal > Grabhügel     | Grabhügel                                  | Vor- und/oder Frühgeschichte |      |             |      |
| aKD-ALSH-Nr. 003 001 | Grabmal > Grabhügel     | Grabhügel                                  | Vor- und/oder Frühgeschichte |      |             |      |
| aKD-ALSH-Nr. 003 002 | Grabmal > Grabhügel     | Grabhügel                                  | Vor- und/oder Frühgeschichte |      |             |      |
| aKD-ALSH-Nr. 003 003 | Befestigung > Burg      | Burg/Motte/Ringwall/Turmhügel „Lewenborch“ | Mittelalter                  |      |             |      |
| aKD-ALSH-Nr. 003 004 | Grabmal > Grabhügel     | Grabhügel                                  | Vor- und/oder Frühgeschichte |      |             |      |
| aKD-ALSH-Nr. 003 005 | Grabmal > Langbett      | Langbett/Steinreihe                        | Neolithikum                  |      |             |      |
| aKD-ALSH-Nr. 003 006 | Grabmal > Langbett      | Langbett/Steinreihe                        | Neolithikum                  |      |             |      |
| aKD-ALSH-Nr. 003 007 | Grabmal > Grabhügel     | Grabhügel                                  | Vor- und/oder Frühgeschichte |      |             |      |
| aKD-ALSH-Nr. 003 008 | Grabmal > Grabhügel     | Grabhügel                                  | Vor- und/oder Frühgeschichte |      |             |      |